# Holobus apicatus
Holobus apicatus är en skalbaggsart som först beskrevs av Wilhelm Ferdinand Erichson 1837.  Holobus apicatus ingår i släktet Holobus, och familjen kortvingar. Arten är reproducerande i Sverige.